# Paola Coimbra
Paola Clarisse Coimbra Antipieff (Santa Cruz de la Sierra, 6 de marzo de 1981) es un reina de belleza, presentadora de televisión y abogada boliviana. Fue la Miss Bolivia Universo 2001 y Reina del Carnaval Cruceño durante el año 2002.

## Biografía
Paola Climbra nació el 6 de marzo de 1981 en la ciudad de Santa Cruz de la Sierra. Es hija de Francisco Coimbra y Tatiana Antipieff. Comenzó sus estudios escolares en 1986, saliendo bachiller el año 1997 del Colegio Marista de su ciudad natal.
El año 2001, participa del concurso de belleza Miss Santa Cruz, donde saldría elegida en segundo lugar con el título de "Señorita Santa Cruz 2001". Ese mismo año, Paola participó en el Miss Bolivia donde saldría primer lugar coronándose como la Miss Bolivia Universo 2001.
Con el título de Miss Bolivia, representó a Bolivia en el principal certamen de belleza mundial Miss Universo 2002, llevado a cabo en la ciudad de San Juan, en Puerto Rico.
En 2009, a sus 27 años, contrajo matrimonio con Fabio Gutiérrez Pereyra. El año 2012 nació su primer hijo (Fabianne Gutierrez Coimbra) y el año 2016 nació su segundo hijo (Akim Gutiérrez Coimbra).
El año 2013, a sus 32 años, ingresó a la Red PAT como presentadora de noticias. El 30 de octubre de 2018, Paola renunció a la Red PAT después de 5 años de trabajo. El motivo de su renuncia sería por la imposición de los vestuarios que el canal realiza a las presentadoras de noticias.